# Time After Time (serie de televisión)
Time After Time (en España: Los pasajeros del tiempo)  es una serie de televisión de ciencia ficción dramática transmitida en la cadena de televisión ABC. La serie es desarrollada por Kevin Williamson sobre la novela homónima y fue comisionada el 12 de mayo de 2016. La serie fue estrenada el 5 de marzo de 2017. El 29 de marzo de 2017, ABC canceló la serie después de 5 episodios emitidos debido a la baja audiencia.

## Sinopsis
Cuando el famoso escritor de ciencia ficción H. G. Wells es transportado al Manhattan de hoy en día persiguiendo a Jack el Destripador, comienza una aventura del gato y el ratón a través del tiempo. Una vez que Wells llega a la ciudad de Nueva York, encuentra un mundo que creía imposible y a una joven mujer que lo cautiva. Wells debe luchar por detener a su némesis y encuentra en Vanessa Anders una aliada en la que puede confiar.

## Reparto

### Elenco principal
- Freddie Stroma como H. G. Wells.[7]
- Josh Bowman como John Stevenson/Jack el Destripador.[8]
- Génesis Rodríguez como Jane Walker.[9]
- Nicole Ari Parker como Vanessa Anders.[10]

### Elenco recurrente
- Jordin Sparks como Jesse Givens.[11]

## Episodios
| N.º (serie) | Título                  | Director            | Guionista(s)                                  | Primera emisión     | Audiencia (en millones) |
| ----------- | ----------------------- | ------------------- | --------------------------------------------- | ------------------- | ----------------------- |
| 1           | «Pilot»                 | Marcos Siega        | Karl Alexander & Steve Hayes & Nicholas Meyer | 5 de marzo de 2017  | 2.54                    |
| 2           | «I Will Catch You»      | Marcos Siega        | Kevin Williamson                              | 5 de marzo de 2017  | 2.54                    |
| 3           | «Out of Time»           | Steve Shill         | Gabrielle Stanton                             | 12 de marzo de 2017 | 2.26                    |
| 4           | «Secrets Stolen»        | Tim Andrew          | Karen Wyscarver & Sanford Golden              | 19 de marzo de 2017 | 1.79                    |
| 5           | «Picture Fades»         | Marcos Siega        | Daniel T. Thomsen                             | 26 de marzo de 2017 | 1.87                    |
| 6           | «Caught Up in Circles»  | Michael A. Allowitz | Dewayne Jones                                 | TBA                 | TBA                     |
| 7           | «Suitcases of Memories» | Allison Anders      | Kai Yu Wu                                     | TBA                 | TBA                     |
| 8           | «If You're Lost»        | Marcos Siega        | Brian Millikin                                | TBA                 | TBA                     |

## Desarrollo

### Producción
El 28 de enero de 2016, ABC pide la realización de un episodio piloto basado en la novela Time After Time escrita por Karl Alexander.
El 12 de mayo de 2016, ABC eligió el piloto del proyecto para desarrollar una serie.

### Casting
El 16 de febrero de 2016, Freddie Stroma fue elegido para dar vida a H. G. Wells. Un día después, Josh Bowman fue anunciado como el intérprete de John Stevenson/Jack el Destripador, un inteligente y carismático cirujano que se convierte en el némesis de Wells. El 7 de marzo, se dio a conocer que Génesis Rodríguez fue elegida para interpretar a Jane Walker, una chica que cautiva a H. G. Wells a su llegada a Nueva York de la era moderna. Un día después, Regina Taylor fue contratada para dar vida a Vanessa Anders, la mujer que posee la máquina del tiempo en 2016 y que se muestra como aliada de Wells. El 11 de marzo, se reveló que Jordin Sparks fue contratada para interpretar de forma recurrente a Jesse Givens, una estilista y coinquilina y amiga de Jane. El 22 de junio se dio a conocer que Nicole Ari Parker interpretrarìa a Vanessa Anders, reemplazando a Regina Taylor, quien desempeñó el papel en el piloto.

## Recepción
La serie ha recibido críticas mixtas de los críticos. En Rotten Tomatoes reportó un índice de aprobación del 67%, con una calificación promedio de 6.29/10 basada en 30 comentarios. El consenso de la página web dice: «Time After Time emplea su truco narrativo central para mal efecto, dejando un molde encantador varado en una corriente de historias aburridas». En Metacritic, le asigna una puntuación de 59 de 100 basado en 24 críticas, lo que indica "críticas medias".